# Carolina Miranda
Carolina Miranda Olvera (Irapuato, Guanajuato; 25 de junio de 1990), más conocida como Carolina Miranda, es una actriz y conductora mexicana. Es conocida principalmente por su papel de Vicenta Acero "La Coyote", en la serie de Telemundo, Señora Acero y Elisa Lazcano en la serie de Netflix, ¿Quién mató a Sara?. Camila en la serie Perfil falso

## Carrera
En el 2012 debutó en las telenovelas participando en Los Rey, como protagonista juvenil interpretando a "Fina".
En 2014 participa en Las Bravo, protagonista juvenil interpretando a Carmen Bravo.
En 2015 es parte del reality show “La Isla” y es parte de la obra de Vicente Leñero “La visita del Ángel” con dirección de Raúl Quintanilla. 
En 2016 protagoniza la tercera temporada de Señora Acero interpretando a Vicenta Acero "La Coyote” marcando su carrera en EUA con 3 temporadas más durante 2017 y 2018.
En 2018 conduce diferentes eventos en el Dolby theater musicales.
En 2019 protagoniza Claramente un sitcom trabajado para Clarovideo.
En 2020 durante la pandemia realizó junto a dos actores del elenco Señora Acero la coyote Oka Giner y Alex Oliva un podcast Eso no es de Princesas los episodios eran transmitidos los días jueves a las 18:00pm hora México por su canal de YouTube.
Entre 2021 y 2022 protagoniza las tres temporadas de la serie de Netflix ¿Quién mató a Sara? en el papel de Elisa Lazcano y Malverde: el santo patrón en el papel de Isabel Aguilar.
En 2023 protagoniza la serie colombiana de Netflix Perfil falso y protagoniza la telenovela Tierra de esperanza con Andrés Palacios.

## Filmografía
| Año       | Título                      | Personaje                            |
| --------- | --------------------------- | ------------------------------------ |
| 2025      | Velvet: el nuevo imperio    | Cristina Otegui                      |
| 2024      | Mujeres asesinas            | Esmeralda                            |
| 2023      | Tierra de esperanza         | María Teresa Arteaga                 |
| 2023-2025 | Perfil falso                | Camila Román                         |
| 2022-2023 | La mujer del diablo         | Natalia Vallejo                      |
| 2021-2022 | Malverde: el santo patrón   | Isabel Aguilar                       |
| 2021-2022 | ¿Quién mató a Sara?         | Elisa Lazcano Toledo                 |
| 2019      | Dani Who?                   | Lluvia                               |
| 2019      | Claramente                  | Clara Díaz                           |
| 2018      | Heredadas                   | Sofía                                |
| 2017      | Lo que callamos las mujeres | Diana Mendoza. Ep: mujeres cautivas. |
| 2016-2019 | Señora Acero, La Coyote     | Vicenta Acero / Vicenta Rigores      |
| 2016      | Un día cualquiera           | Marilupe / Annette / Liliana         |
| 2014-2015 | Las Bravo                   | Carmen Bravo Díaz                    |
| 2015      | La Isla, el Reality         | Participante 3.ª eliminada           |
| 2012-2013 | Los Rey                     | Delfina Rey Ortuña 'Fina'            |

## Cine
| Año  | Título         | Personaje     |
| ---- | -------------- | ------------- |
| 2025 | El hilo rojo   | Abril Navarro |
| 2024 | Todas menos tú | Gaby          |

## Teatro
2015 - La visita del Ángel .... Malu, Dirección Raúl Quintanilla

## Premio y reconocimientos
- Palmas de Oro como actriz revelación

- Premio Produ como Mejor Actriz

- Premio Arlequín por creación y desarrollo  de personaje

- Micrófono de Oro por Mejor Actriz